# Дејан Михаиловић (професор)
Дејан Михаиловић (Нови Сад, 30. јун 1961) српски књижевни је уредник, писац , филозоф, професор, политиколог и дипломата.

## Биографија
Рођен је 30. јуна 1961. године у Новом Саду. Студирао је на Филозофском факултету Универзитета у Новом Саду (Филозофија), где је дипломирао 15. јуна 1986. године. Завршио је мастер студије на Националном аутономном универзитету Мексика (Универсидад Национал Аутонома де Мекицо) и магистрирао филозофију 15. децембра 1992. На истом универзитету је докторирао 28. новембра 2000. године. године у области политичке филозофије.
Од 1987. до 1989. године био је сарадник на Универзитету у Новом Саду. У периоду 1990-93. био је координатор истраживања за латиноамеричке студије на Националном аутономном универзитету Мексика, на основу гранта мексичког Министарства спољних послова. У школској 1993-94. Био је професор на Филозофском факултету Националног аутономног универзитета Мексика за предмете: Филозофска антропологија, Естетика 2, Филозофија средњег века. 1994. године предавао је предмет Историја филозофије И на Филозофском факултету Националног аутономног универзитета Мексика. Године 1996. био је професор на Националној (државној) школи антропологије и историје за марксизам и антропологију. У школској 1997-98. године на Филозофском факултету Националног аутономног универзитета Мексика предавао Филозофију политике. Од 1999. године до данас био је редовни професор на Катедри за друштвене науке и међународне односе Технолошког института у Сијудад Мексику (Instituto technologico y de estudios   superriores de Monterrey, Campus Estado de Mexico). Предаје: Увод у политичке науке, Историју политичких идеја, Међународни семинар о политици, Регионалне студије Латинске Америке, Међународни семинар о комуникацијама, геополитику, етику, (мастер) Одрживи развој и друштвене промене (мастер) и Критичку теорију постмодернизма (на докторским студијама).
Од 2002. до 2007. био је координатор специјалне збирке књига HUMANIDADES TEC, заједно са Мигелом Анхелом Поруом, чланом Представничког дома Мексичког конгреса, а од 2004. до 2006. директор (декан) Центра за истраживање у друштвеним и хуманистичким наукама (CICSH) Институт за технологију и напредне студије (Монтерреи, Мексико Кампус).Од 2005. је гостујући професор на Универзитету у Рио де Жанеиру (постдипломске студије историје) на следећим предметима: Америчка историја 4. , Политика и култура, Латинска Америка, Идентитети и репрезентације, Међународна политика, Америчка историја 3. Говори шпански, фрацуски, португалски и енглески језик.

## Признања и чланства
- Медаља Габино Бареда, UNAM, 1993.
- Члан Националног истраживачког система, Nivo I.
- Члан Мексичког филозофског друштва (Asociacion Filosofica de Mexico) од 1994. године.
- Уредник ЗБОРНИКА КЊИГА ХУМАНИСТИЧКИХ ТЕЧ.
- Члан одбора MASTER Humanitas ITESM CAMPUS Mexico.
- Члан Националног савета за културу и уметност Nuevo León.

## Књиге

### Извод из листе референтних радова

#### Монографије
- Коауторско издање: Развој и интеграција. Нова геополитика светске економије, Мигел Анхел Поруа, Мексико, 2007.
- Демократија и утопија, Мигел Анхел Поруа, Мексико, 2003.

#### Радови објављени у научним часописима и зборницима научних конференција и конференција
- Геополитика и светски поредак: могућности за нови југ. Мараканан, Рио де Жанеиро, Бразил, 4/2007.
- Коауторско издање: Импулси модерности, Плаза & Валдес, Мексико, 2005.
- „Федерализам у бившој Југославији: свећа упаљена са обе стране“, у Регионализам и федерализам. Историјски аспекти и изазови у Мексику, Немачкој и другим европским земљама, Леон Бибер (ЕД.), стр. 449-460. Мексико: COLMEX-UNAM
- Друштвена матрица глобализације. Transactional Analysis Journal, 34/2004.
- Пад Берлинског зида, КСВ годишњица. Метаполитика, посебан број. 2004[1]